# بربادرفته (فیلم ۱۳۸۱)
 بربادرفته  فیلمی ایرانی به کارگردانی، نویسندگی و تهیه‌کنندگی صدرا عبداللهی است که در سال ۱۳۸۱ تولید و در سال ۱۳۸۴ منتشر شد. در این فیلم محمدرضا فروتن و نیکی کریمی ایفای نقش می‌کنند. این فیلم ابتدا پیش از آنکه بگویم خداحافظ نام داشت.
بربادرفته در نهمین دوره جشن خانه سینما ۱۳۸۴ حضور داشته است.

## خلاصه فیلم
شریف (محمدرضا فروتن) و تهمینه (نیکی کریمی) در ابتدای زندگی مشترک‌شان در یک جزیره زندگی می‌کنند و پس از مدتی کارشان به جدایی می‌کشد.